# Breed wollegras
Breed wollegras (Eriophorum latifolium) is een plant uit de cypergrassenfamilie (Cyperaceae). De soort staat op de Nederlandse Rode lijst van planten als zeer zeldzaam en zeer sterk afgenomen. Deze plant is wettelijk beschermd sinds 1 januari 2017 door de Wet Natuurbescherming. De plant komt in Nederland voor in de Achterhoek en in Limburg tegen de Duitse grens. In Vlaanderen resten er nog drie groeiplaatsen: twee in de Kempen en één in natuurreservaat het Torfbroek. Verder komt de plant verspreid voor in Europa tot op 2100 m hoogte.
Breed wollegras is een vaste, pollenvormende plant zonder wortelstokken. De 2-6 mm brede bladeren zijn V-vormig en hebben een driekantige top. De plant wordt 30-60 cm hoog en bloeit in april en mei met 4-12 cm lange aren. De kafjes zijn eennervig. De aartjes zijn tweeslachtig en hebben een wollig pluis.
Breed wollegras groeit onder arme omstandigheden en komt voor in blauwgrasland.